# النصب التذكاري للإبادة الجماعية في خوجالي (برلين)

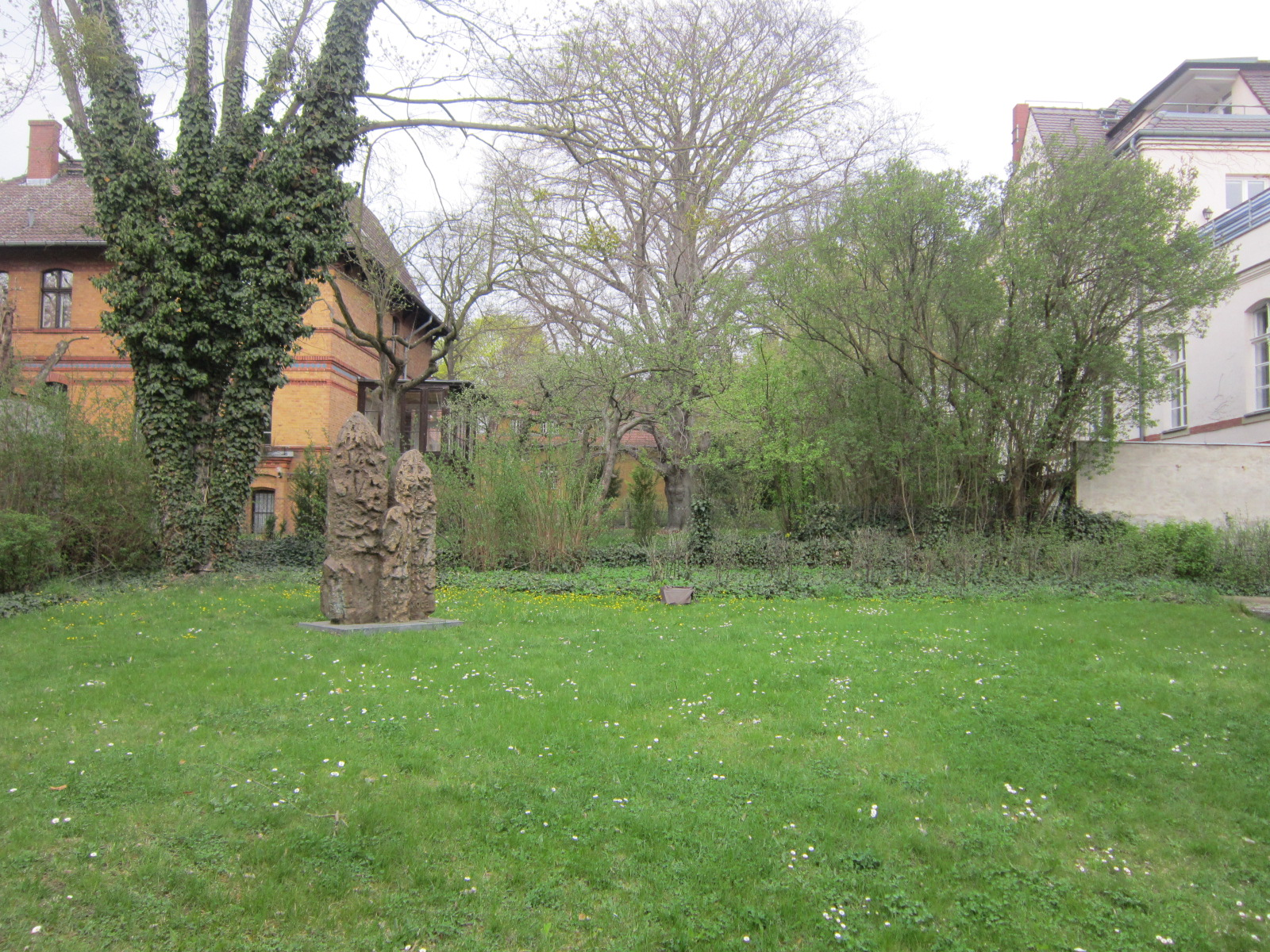
النصب التذكاري

النصب التذكاري لضحايا مجزرة خوجالي المشيد في ساحة مكتبة جوتفريد بن بمنطقة ستيجليتز زيليندورف بالعاصمة الألمانية برلين.

## تاريخه
أقيم النصب التذكاري بمبادرة من الفنانين سلهاب محمدوف، وعاكف عسكروف، وعلي عباد اللاييف، ومصممه الرسام والنحات الأذربيجاني إبراهيم أحراري، المقيم في ألمانيا منذ نحو 45 عاما.
افتتح النصب في 30 مايو/ايار 2011، بحضور نوربرت كوب، رئيس المجلس المحلي بمنطقة شوينيتس- سلندورف، و«عدالة ولييف» نائبة وزير الثقافة والسياحة في أذربيجان، وممثلو الجالية الأذربيجانية، وناشطون ألمان، وشخصيات علمية وثقافية من البلدين. خلال حفل الافتتاح ألقيت كلمات بالمناسبة من قبل كل من السيدة كريستين أولريش ريشتر كوتوفسكي مستشارة التعليم والثقافة الألمانية والسيد برفيز شاهباسوف سفير أذربيجان في ألمانيا، ومصمم النصب التذكاري السيد إبراهيم أحراري.